# Prêmio ACIE de Cinema 2009
O Prêmio ACIE de Cinema de 2009 foi a sexta edição do Prêmio ACIE, concedido pela Associação dos Correspondentes de Imprensa Estrangeira no Brasil, a ACIE. A entrega dos troféus ocorreu em 18 de maio de 2009 no Centro Cultural Banco do Brasil, no Rio de Janeiro, reunindo diversos profissionais atuantes no cinema brasileiro.
O homenageado da cerimônia foi o cineasta Domingos de Oliveira, que recebeu o Prêmio ACIE pelo conjunto da obra. Estômago se saiu como o grande vencedor da noite, mas o prêmio do júri popular foi para o documentário Condor.

## Indicados e vencedores
Os vencedores estão em negrito na tabela abaixo:
| Melhor Filme Estômago – Marco Cohen, Cláudia da Natividade e Fabrizio Donvito - Chega de Saudade – Laís Bodanzky, Luiz Bolognesi, Caio Gullane, Fabiano Gullane e Débora Ivanov - Linha de Passe – Maurício Andrade Ramos, Walter Salles, Daniela Thomas e Rebecca Yeldham - Meu Nome Não É Johnny – Mariza Leão | Melhor DireçãoMarco Jorge – Estômago - Daniela Thomas e Walter Salles – Linha de Passe - Mauro Lima – Meu Nome Não É Johnny - Selton Mello – Feliz Natal                                            |
| Melhor Ator João Miguel – Estômago como Raimundo Nonato - Ary Fontoura – A Guerra dos Rocha como Ondina "Dina" Rocha - Selton Mello – Meu Nome Não É Johnny como João Guilherme Estrella - Stepan Nercessian – Chega de Saudade como Eudes                                                                       | Melhor AtrizSandra Corveloni – Linha de Passe como Cleusa - Cássia Kiss – Chega de Saudade como Marici - Fabiula Nascimento – Estômago como Íria - Leandra Leal – Nome Próprio como Camila          |
| Melhor Roteiro Estômago – Lusa Silvestre, Marcos Jorge, Cláudia da Natividade e Fabrizio Donvito - Linha de Passe – George Moura e Daniela Thomas - Nome Próprio – Melanie Dimantas, Elena Soarez e Murilo Salles - Meu Nome Não É Johnny – Mariza Leão e Mauro Lima                                             | Melhor Fotografia Linha de Passe – Mauro Pinheiro Jr. - Ainda Orangotangos – Juliano Lopes Fortes - Era Uma Vez... – Dudu Miranda e Paulo Souza - Nossa Vida Não Cabe num Opala – Jacob Solitrenick |
| Melhor Documentário Condor - 1958 – O Ano em que o Mundo Descobriu o Brasil - Juízo - Pindorama – A Verdadeira História dos Sete Anões | |